# کتان مهتا
کتان مهتا (انگلیسی: Ketan Mehta؛ زادهٔ ۲۱ ژوئیهٔ ۱۹۵۲) کارگردان فیلم، تهیه‌کننده و فیلم‌نامه‌نویس اهل هند است.

## فیلم‌شناسی

### کارگردان
- Bhavni Bhavai (1980)
- هولی (۱۹۸۴)
- ادویه تند (۱۹۸۵)
- Mr. Yogi (مجموعه تلویزیونی) (۱۹۸۸)
- هیرو هیرلال (۱۹۸۹)
- مایا خانم (۱۹۹۳)
- Sardar (1993)
- اوه عزیزم! اینجا هند است (۱۹۹۵)
- حالا یا هیچ‌وقت (۱۹۹۷)
- Captain Vyom (مجموعه تلویزیونی) (۱۹۹۸)
- قیام مانگال پاندی (۲۰۰۵)
- Time Bomb 9/11 (مجموعه تلویزیونی) (۲۰۰۵)
- Rang Rasiya (2014)
- مانجی: مرد کوهستان (۲۰۱۵)
- Toba Tek Singh (2018)

### تهیه‌کننده
- هولی (۱۹۸۴)
- مایا خانم (۱۹۹۳)
- Time Bomb 9/11 (مجموعه تلویزیونی) (۲۰۰۵)
- رامایانا: رزم‌نامه (۲۰۱۰)
- Tere Mere Phere (2011)
- Rang Rasiya (2014)
- Motu Patlu: King Of Kings (2016)